# Christian Kellersmann
Christian Kellersmann (* 15. September 1960 in Hamburg) ist ein deutscher Musikproduzent, der auch als Musiker (Querflöte, Saxophon) und Musikwissenschaftler hervorgetreten ist.

## Leben und Wirken
Kellersmann spielte als Schüler in der Band Quer gemeinsam mit Detlef Diederichsen und Jens Kraft, mit der er vier Titel für einen Nachwuchswettbewerb der Deutschen Phonoakademie aufnahm. Weitgehend Autodidakt nahm er auch eine Unterrichtsstunde bei Herb Geller. In den frühen 1980er Jahren spielte er Saxophon in Bands wie Die Doraus und die Marinas und Palais Schaumburg. Auch ist er Mitglied von Die Zimmermänner. Mit diesen Bands nahm er diverse Schallplatten für Major- und Indielabels auf und tourte durch Mitteleuropa, Großbritannien und die USA. Parallel studierte er Musikwissenschaften. Seine Magisterarbeit verfasste er zum Jazz im Deutschland der NS-Diktatur; diese Arbeit erschien 1990 als Buch im Verlag „Der Jazzfreund“.
Seit 1990 arbeitete Kellersmann für die Polygram (ab 2000: Universal Music) als Produktmanager Jazz. Er war dort verantwortlich für die Vermarktung der Label Verve, ECM und Talking Loud. 1995 nahm er Till Brönner für Verve Deutschland unter Vertrag und arbeitete mit ihm bis 2013 zusammen. Weitere Künstler, die er unter Vertrag nahm, waren Barbara Dennerlein, Howard Johnson, DePhazz oder Götz Alsmann. Zudem reaktivierte er Teile des Back-Katalogs von MPS, etwa mit Aufnahmen von George Duke, der Kenny Clarke/Francy Boland Big Band oder Albert Mangelsdorff. Erfolg hatte er auch mit einer von Hans Georg Brunner-Schwer produzierten 4-CD-Box von Oscar Peterson; auch wurden zuvor als Torso auf einer LP (It’s After the End of the World) veröffentlichte Aufnahmen von Sun Ra umfassender als Doppel-CD Black Myth/Out in Space veröffentlicht. Mit seinem Kollegen Matthias Künnecke produzierte er die 4-CD Box Claus Ogerman – The Man Behind the Music, die Serie Trip to Brazil (gemeinsam mit Arnaldo De Souteiro) und die Box-Sets Swinging Ballroom Berlin (gemeinsam mit Marko Paysan).
Im März 2000 stieg Kellersmann bei Universal Music zum Chef des Bereichs „Classics & Jazz“ auf, den er als Managing Director zwischen 2002 und 2013 leitete. In dieser Zeit erlebten Künstler wie Anna Netrebko, Lang Lang oder Rolando Villazon ihren Durchbruch.
Neben dem Künstleraufbau galt sein Interesse an innovativen Konzepten, um die klassische Musik neuen Zielgruppen näher zu bringen. Ab 2001 etablierte er das „Yellow Lounge“-Format: klassische Musik wurde in Berliner Szene-Clubs live und von DJs präsentiert. Darüber hinaus initiierte und produzierte er auf dem Label Deutsche Grammophon die Serie „Recomposed“, in der eine der erfolgreichsten Klassikveröffentlichungen der letzten Jahre erschien: Recomposed by Max Richter: Vivaldi – The Four Seasons. Andere Veröffentlichungen in dieser Serie kamen von Matthew Herbert, Moritz von Oswald & Carl Craig oder Jimi Tenor. 2010 nahm er Max Raabe für Universal Music unter Vertrag, der mit dem Album Küssen kann man nicht allein, das in der Zusammenarbeit mit Annette Humpe und Christoph Israel entstand, für seine Verkäufe in Deutschland mit Platin ausgezeichnet wurde. 2011 holte er Hannes Wader zu Universal Music; dessen Album Nah Dran erreichte die bislang höchste Chartplatzierung in Deutschland.
Von 2014 bis 2018 arbeitete Kellersmann bei Edel in Hamburg. Dort initiierte er das Label „Neue Meister“, auf dem Werke von Komponisten wie Arash Safaian, Federico Albanese, Tamar Halperin, Sven Helbig oder John Kameel Farah veröffentlicht werden. Auf seine Initiative akquirierte Edel das MPS-Label, das Kellersmann nach knapp 30-jähriger Pause 2015 reaktivierte. Es erschienen neue Produktionen von Rolf Kühn, Barbara Dennerlein, China Moses, Erik Leuthäuser, Malia, Malakoff Kowalski, Hamilton de Holanda u. a.
Im Februar 2019 wechselte er als Senior Vice President Modern Recordings zu BMG. Dort startete er das Label Modern Recordings, das seit Dezember 2019 Künstler wie Pat Metheny, Rickie Lee Jones, Craig Armstrong, Sebastian Knauer, Arash Safaian, Nils Petter Molvær, Adriana Calcanhotto, Vince Mendoza, Daniel Lanois, Moritz von Oswald weltweit unter Vertrag hat. 2022 wurde Mendoza wurde mit einem Grammy für seine Produktion Freedom Over Everything ausgezeichnet. 2023 erhielt das Label drei weitere Grammy-Nominierungen mit Rickie Lee Jones, Pat Metheny sowie Vince Mendoza und dem Metropole Orkest.
Weiterhin veröffentlichte Kellersmann Beiträge in musikwissenschaftlichen Schriften. Daneben schreibt er einen Blog, Kellys Diary. 2023 wirkte er auf dem neuen Album der Band Die Zimmermänner mit; deren Album Die Zimmermänner spielen Skafighter erschien bei Tapete Records in Hamburg.

## Schriften
- Jazz in Deutschland von 1933–1945. Eine wissenschaftliche Untersuchung, Menden: Der Jazzfreund, 1990
- Wege der Erneuerung, in: Das Konzert. Neue Aufführungskonzepte für eine klassische Form, hrsg. von Martin Tröndle, Bielefeld: transcript Verlag 2009, S. 193–199
- Die „neue Klassik“, in: Das Konzert II. Beiträge zum Forschungsfeld der Concert Studies, hrsg. von Martin Tröndle, Bielefeld: transcript Verlag 2018, S. 379–385